# Taeromys
Taeromys é um género de roedor da família Muridae.

## Espécies
- Taeromys arcuatus (Tate & Archbold, 1935)
- Taeromys callitrichus (Jentink, 1878)
- Taeromys celebensis (Gray, 1867)
- Taeromys hamatus (Miller & Hollister, 1921)
- Taeromys microbullatus Tate & Archbold, 1935
- Taeromys punicans (Miller & Hollister, 1921)
- Taeromys taerae (Sody, 1932)